# Степен на Тюринг
В компютърната наука и математическата логика степен на Тюринг или степен на нерешимост на множество от естествени числа измерва степента на алгоритмична нерешимост за дадено множество. Концепцията за степен на Тюринг е фундаментална за изчислителната теория, където множества от естествени числа са често смятани за проблем на решението; степента на Тюринг на дадено множество показва колко трудно е да се реши даден проблем на решението, асоцииран с определено множество.